# 哀愁演歌
『哀愁演歌』（あいしゅうえんか）は、三橋美智也のカセット・アルバム。

## 収録曲

### 第1面
1. 船頭小唄
  - 作詞:野口雨情／作曲:中山晋平／編曲:小町昭
2. 長崎は今日も雨だった（オリジナル歌手・内山田洋とクールファイブ）
  - 作詞:永田貴子／作曲:彩木雅夫／編曲:小町昭
3. 星の流れに（オリジナル歌手・菊池章子）
  - 作詞:清水みのる／作曲:利根一郎／編曲:小町昭
4. 白い花の咲く頃（オリジナル歌手・岡本敦郎）
  - 作詞:寺尾智沙／作曲:田村しげる／編曲:白石十四男
5. よこはま・たそがれ（オリジナル歌手・五木ひろし）
  - 作詞:山口洋子／作曲:平尾昌晃／編曲:小町昭
6. 霧にむせぶ夜（オリジナル歌手・黒木憲）
  - 作詞:丹古晴己／作曲:鈴木淳／編曲:小町昭
7. 星影のワルツ（オリジナル歌手・千昌夫）
  - 作詞:白鳥園枝／作曲:遠藤実／編曲:小町昭
8. 函館の女（オリジナル歌手・北島三郎）
  - 作詞:星野哲郎／作曲:島津伸男／編曲:小町昭
9. 母子船頭唄（オリジナル歌手・塩まさる）
  - 作詞:佐藤惣之助／作曲:細川潤一／編曲:白石十四男
10. 戦友
  - 作詞:真下飛泉／作曲:三善和気／編曲:小町昭

### 第2面
1. 知床旅情（オリジナル歌手・森繁久彌→加藤登紀子）
  - 作詞・作曲:森繁久彌／編曲:小町昭
2. あざみの歌（オリジナル歌手・伊藤久男）
  - 作詞:横井弘／作曲:八洲秀章／編曲:小町昭
3. 九段の母（オリジナル歌手・塩まさる）
  - 作詞:石松秋二／作曲:能代八郎／編曲:白石十四男
4. 女心の唄（オリジナル歌手・バーブ佐竹）
  - 作詞:山北由希夫／作曲:吉田矢健治／編曲:白石十四男
5. 啼くな小鳩よ（オリジナル歌手・岡晴夫）
  - 作詞:高橋掬太郎／作曲:飯田三郎／編曲:高田弘
6. 波浮の港
  - 作詞:野口雨情／作曲:中山晋平／編曲:小町昭
7. 君は心の妻だから（オリジナル歌手・鶴岡雅義と東京ロマンチカ）
  - 作詞:なかにし礼／作曲:鶴岡雅義／編曲:小町昭
8. 港町ブルース（オリジナル歌手・森進一）
  - 作詞:深津武志／補作詞:なかにし礼／作曲:猪俣公章／編曲:小町昭
9. うそ（オリジナル歌手・中条きよし） 
  - 作詞:山口洋子／作曲:平尾昌晃／編曲:小町昭
10. 流れの旅路（オリジナル歌手・津村謙）
  - 作詞:吉川静夫／作曲:上原げんと／編曲:小町昭